# Нишки саланџици
Нишки саланџици (арх. „ниш’лиˮ с’л’нџициˮ) су врста љуљашке, које су се везивале и користиле свуда по старом Нишу у време Покладне недеље. На њима су се љуљале старе и младе нишлије по устаљеном обичају (арх. „ниш’лиˮ и стари и млади „поради адетˮ), и певали до касно у ноћ. Како је ових саланџика у Покладној недељи било безброј по целом Нишу, то се имао утисак да је цео град у данима Поклада био у некаквом свечаном и „распеваном” расположењу.
Иако су обичне љуљашке постојале и у другим крајевима Србије, оно што је била особеност старог Ниша у 19. и спочетка 20. века били су саланџици, који су израђивани и коришћени на један специфичан начин.

## Конструкција и начин израде
Саланџици су се у време Покладне недеље везивани, свуда у старом Нишу, али најчешће на раскрсници или на неком празном плацу.
Израда је почињала тако што би се прво укопала у земљу два дрвена стуба, висине четири-пет метара, па се одозго клафнама за њих учвршћивала јака попречна греда. Преко попречне греде пребацивала су се два конопца, која су се након спуштања везивала на метар висине од земље. Потом се између конопаца провлачила једна јача даска, дужине метар до метар и по, а ширине 25 см. Преко даске се стављао обично неки ћилим домаће израде. 

## Намена и обичаји
Саланџик је био намењен да на његову даску седну момак и девојка, обично они међу којима постоји узајамна симпатија. Док је сам чин љуљања било, не само прилика за забаву већ и з међусобно упознавање и гледање између момака и девојака. Током љуљања су певане посебне љуљашке песме, у којима преовлађују љубавни мотиви.
Током љуљања пар би се рукама хватао за оба конопца, и то момак са оне задње, а девојка са оне предње стране. Њима иза леђа стајао је момак, а испред њих девојка. Онај мушкарац, што је стајао иза њихових леђа, ухвати би конопце и прво протрчи уназад неколико корака и онда би пар на саланџику јако одгурнуо пут напред. Када се саланџик зањише, девојка испред дочека га и снажно га одгурне. Тим уједначеним одбцивањем, саланџик би се довео у равномерно кретање напред назад − љуљање.

Након успостављања правилног ритма љуљања пар на саланџику запевао би у дуету, а окупљени момци и девојке око саланџика прихватале су песму која се ширила на све стране. Ево како Лазић, Бранислав, један од хроничара Ниша, у свом делу Чешљареви : приповетка из нишког живота, описује ову традиционалну забаву Нишлија у Покладној недељи:
Парови на саланџицима су се по цео дан и тако данима док су трајале Покладе смењивали, а песма са њих и око њих, се чула до у саму ноћ. „Ниш’љке и с’л’нџициˮ били су тако наивна и безазлена забава, али зато весела и распевана, што је животу у старом Нишу давало неку нарочиту пријатност и топлину.

## Етнолошка обрада
У српској традицији љуљање на саланџицима представља магијско-обредну радњу тесно повезану са идејом раста плодности, као и да се снага вегетације пренесе на човека. Секундарно, али у вези са овом својом примарном обредном функцијом, љуљање саланџицима је сматрано и лустративном и апотропејском радњом (заштита од вештица, од уједа бесног пса), као и катарзичким средством, којим се тело ослобађа од зимске обамрлости (да би били чили и јаки у послу).